# Cylindrotoma trichophora
Cylindrotoma trichophora is een tweevleugelige uit de familie buismuggen (Cylindrotomidae). De soort komt voor in het Oriëntaals gebied.